# Judith Montefiore
Judith, Lady Montefiore (nacida como Barent Cohen; 20 de febrero de 1784 - 24 de septiembre de 1862) fue una lingüista, músico, escritora de viajes y filántropa británica de origen judío. Una viajera entusiasta, notó la angustia y el sufrimiento a su alrededor, más particularmente en los "barrios judíos" de las ciudades por las que pasó, y siempre estuvo lista con algún plan de alivio. Sus diarios impresos en privado, arrojaron luz sobre su personaje, y mostraron que era culta, imbuida de un fuerte espíritu religioso, fiel a las enseñanzas y observancias de la fe judía, pero que exhibía la más amplia aceptación de aquellos que defienden otras creencias. Se apresuró a resentir cualquier indignidad o insulto que pudiera ofrecerse a su religión o su pueblo. Montefiore fue autor del primer libro de cocina judía escrito en inglés.

## Biografía

### Primeros años
Judith Barent Cohen, cuarta hija de Levy Barent Cohen y su esposa, Lydia Diamantschleifer, nació en Londres el 20 de febrero de 1784. El padre, de Angel Court, Throgmorton Street, era un rico ashkenazí o judío alemán.

### Carrera
Se casó con el Sir Moses Montefiore el 10 de junio de 1812. Los matrimonios entre sefardíes y asquenazíes no fueron aprobados por la sinagoga portuguesa; pero Moisés creía que este prejuicio de casta perjudicaba los mejores intereses del judaísmo y deseaba abolirlo. Hay pocas dudas de que ese matrimonio hizo más que cualquier otra cosa para allanar el camino para la unión actual de judíos ingleses. Se casaron el 10 de junio de 1812 y tomaron una casa en New Court, St. Swithin's Lane, al lado de un Nathan Maier Rothschild, que vivió allí durante 13 años.
Su prudencia e inteligencia influyeron en todas las empresas de su esposo, y cuando él se retiró de los negocios, la administración de su fortuna en los esfuerzos filantrópicos fue dirigida en gran medida por ella. Lady Montefiore acompañó a su esposo en todas sus misiones en el extranjero hasta 1859, y fue el genio benéfico de sus memorables expediciones a Tierra Santa, Damasco, San Petersburgo y Roma. Por sus habilidades lingüísticas, se le permitió ayudar materialmente a su esposo en sus tareas autoimpuestas. Durante el viaje a Rusia, en 1846, fue infatigable en sus esfuerzos por aliviar la miseria que vio en todas partes a su alrededor. La esposa y la hija del gobernador ruso le hicieron una visita ceremoniosa y expresaron la admiración que había inspirado entre todas las clases. Sus simpatías se ensancharon mucho con los viajes; ella publicó dos diarios de algunos de estos viajes de forma anónima. También fue durante este período cuando Montefiore fue autor y publicó el primer libro de cocina judía en inglés,  Los últimos años de su vida los pasó alternando en Londres y Ramsgate.

### Últimos años
Durante algunos años su salud había sido tan mala que habían pasado gran parte de su tiempo en Europa con la esperanza de mejorarla, pero al final se había vuelto demasiado débil para emprender los viajes, y sus últimos días los pasó en Inglaterra. Solo unos meses antes de su fallecimiento, la pareja había celebrado su aniversario de bodas de oro, y este período estuvo marcado por lo que parecía una restauración parcial de su salud. El 24 de septiembre de 1862, después de intercambiar bendiciones con su esposo, se durmió por última vez. Lady Judith murió el 24 de septiembre de 1862. A su muerte, el Sir Moses fundó en su memoria el Judith Lady Montefiore College en Ramsgate.